# Thái Thanh Quý
Thái Thanh Quý (sinh năm 1976) là chính trị gia người Việt Nam. Ông hiện là Ủy viên Ban Chấp hành Trung ương Đảng Cộng sản Việt Nam khóa XIII, Phó Trưởng ban thường trực Ban Chính sách, Chiến lược Trung ương.
Ông nguyên Bí thư Tỉnh ủy Nghệ An, nguyên Chủ tịch Hội đồng nhân dân tỉnh Nghệ An.

## Xuất thân và giáo dục
Thái Thanh Quý sinh ngày 19 tháng 4 năm 1976, quê quán tại xã Long Thành, huyện Yên Thành, tỉnh Nghệ An.
Thái Thanh Quý có bằng Thạc sĩ quản lí kinh tế, Cao cấp lí luận chính trị tại Thành phố Hồ Chí Minh.

## Sự nghiệp
Ngày 20 tháng 2 năm 2002, 26 tuổi, Thái Thanh Quý gia nhập Đảng Cộng sản Việt Nam và trở thành đảng viên chính thức một năm sau đó, vào ngày 20 tháng 2 năm 2003.

### Tỉnh ủy Nghệ An
Từ tháng 9 năm 2003 đến tháng 9 năm 2006, Thái Thanh Quý là Bí thư Đoàn khối cơ quan tỉnh Nghệ An.
Tháng 10 năm 2010, Thái Thanh Quý được bầu làm Tỉnh ủy viên Tỉnh ủy Nghệ An khóa 17 nhiệm kì 2010-2015.
Từ năm 2010 đến năm 2012, Thái Thanh Quý là Bí thư Tỉnh đoàn Nghệ An.
Ngày 3 tháng 8 năm 2012, Thái Thanh Quý được điều động làm Bí thư Huyện ủy Nam Đàn nhiệm kì 2010-2015.
Ngày 26 tháng 1 năm 2016, tại Đại hội Đảng Cộng sản Việt Nam lần thứ 12, Thái Thanh Quý là một trong 20 người được bầu làm Ủy viên Dự khuyết Ban Chấp hành Trung ương Đảng Cộng sản Việt Nam khóa 12.
Tháng 6 năm 2016, Thái Thanh Quý được luân chuyển làm Chánh Văn phòng Tỉnh ủy Nghệ An.
Từ ngày 9 tháng 9 năm 2017 đến tháng 9 năm 2018, Thái Thanh Quý là Trưởng Ban Dân vận Tỉnh ủy Nghệ An.
Sáng ngày 1 tháng 10 năm 2018, tại kì họp thứ 7 (bất thường) của Hội đồng nhân dân tỉnh Nghệ An khóa 18, Thái Thanh Quý được các đại biểu Hội đồng nhân dân tỉnh Nghệ An bầu giữ chức vụ Chủ tịch Ủy ban nhân dân tỉnh Nghệ An nhiệm kỳ 2016-2021 với tỉ lệ phiếu bầu 86/86 đại biểu có mặt (tổng số đại biểu HĐND tỉnh Nghệ An là 88) thay cho ông Nguyễn Xuân Đường nghỉ hưu theo chế độ nhà nước Việt Nam.
Ngày 20 tháng 1 năm 2020, ông được Ban chấp hành Đảng bộ tỉnh Nghệ An bầu làm Bí thư Tỉnh ủy Nghệ An nhiệm kỳ 2015-2020 thay ông Nguyễn Đắc Vinh với 60/60 phiếu tán thành. Lúc này, ông đang là Chủ tịch UBND tỉnh Nghệ An.
Ngày 31 tháng 1 năm 2020, Thái Thanh Quý được ông Phạm Minh Chính, Trưởng Ban Tổ chức Trung ương Đảng Cộng sản Việt Nam trao quyết định chuẩn y chức vụ Bí thư Tỉnh ủy Nghệ An của Bộ Chính trị Ban Chấp hành Trung ương Đảng Cộng sản Việt Nam khóa 12.
Ngày 18 tháng 3 năm 2020, Hội đồng nhân dân tỉnh Nghệ An miễn nhiệm chức vụ Chủ tịch Ủy ban nhân dân tỉnh Nghệ An đối với ông Thái Thanh Quý. Người kế nhiệm ông giữ chức vụ Chủ tịch Ủy ban nhân dân tỉnh Nghệ An là ông Nguyễn Đức Trung, Thứ trưởng Bộ Kế hoạch và Đầu tư.

### Ban Kinh tế Trung ương
Ngày 26 tháng 10 năm 2024, Ban Kinh tế Trung ương tổ chức hội nghị triển khai quyết định của Bộ Chính trị về công tác cán bộ về việc điều động, phân công, bổ nhiệm ông Thái Thanh Quý giữ chức Phó trưởng ban Kinh tế Trung ương.